# Аналітична машина

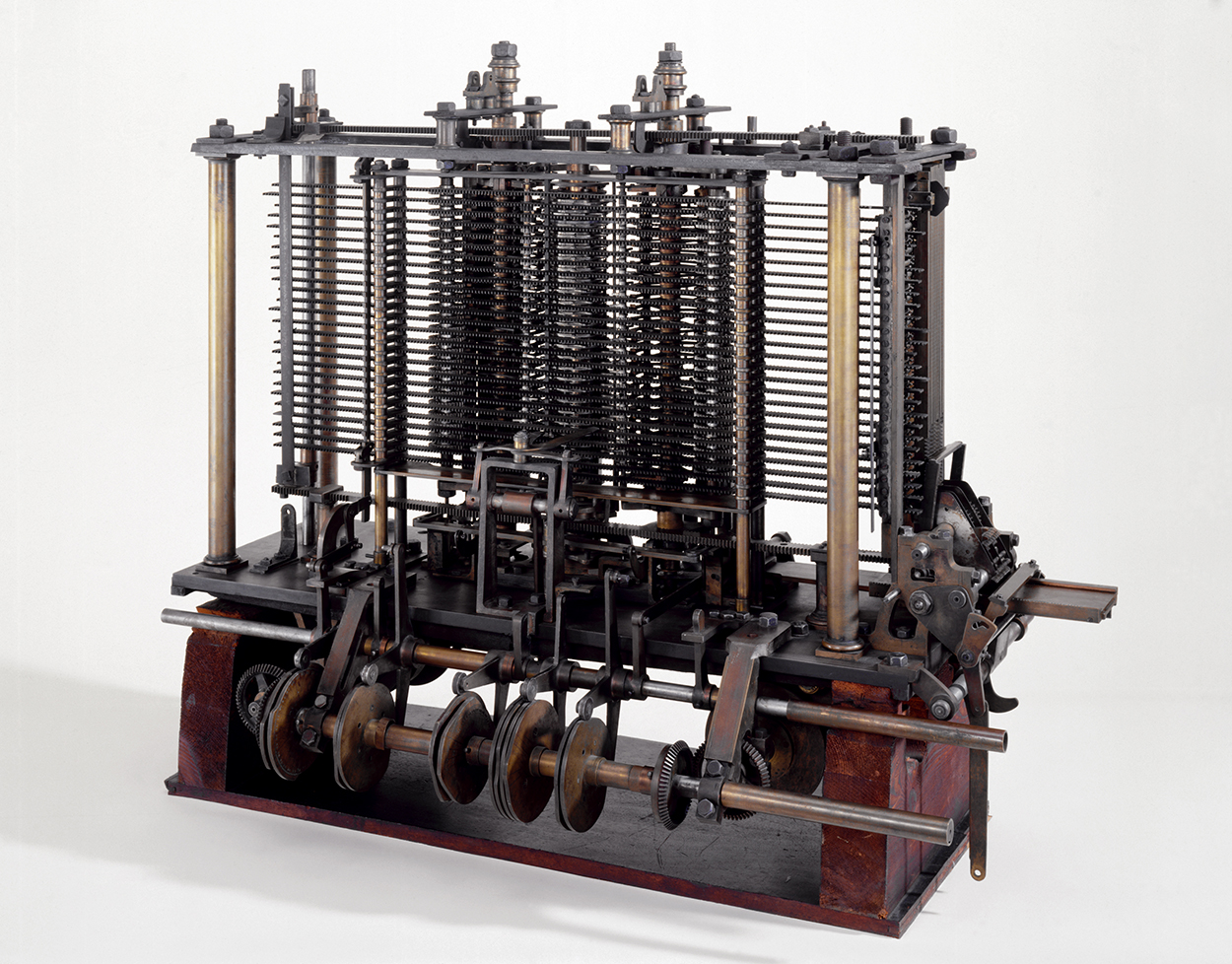
Незавершений прототип аналітичної машини Беббіджа (1871 р.), виставлений у Музеї науки в Лондоні

Аналітична машина (англ. Analytical Engine) — проєкт механічної обчислювальної машини загального призначення з програмним керуванням. Її структуру та принцип дії запропонував і розробив 1834 року (перший опис 1837 року) англійський математик та піонер інформатики Чарлз Беббідж.
Аналітична машина створена як спадкоємиця різницевої машини. Чарлз Беббідж ніколи не збудував її (крім незакінченого прототипу), але витратив решту свого життя, проєктуючи її до найдрібніших деталей. Беббідж продовжував вдосконалювати дизайн аналітичної машини — одного із найамбітніших своїх задумів, аж до своєї смерті 1871 року.
Часто аналітичну машину описують як механічний комп'ютер загального призначення або механічний арифметичний пристрій, який можна розглядати як перший програмований комп'ютер. Однак, її планувалося використовувати не зовсім так, як сучасні комп'ютери. Її головним призначенням, як і ранішої різницевої машини, була автоматизація складання й друку математичних таблиць. Проте розробка пристрою є важливим кроком в історії обчислювальної техніки.
Комп'ютери, які можна було б порівняти з аналітичною машиною за обчислювальною потужністю, з'явилися лише в наступному столітті. Ідею через 80 років реалізував Говард Айкен, створивши у 1944 році релейно-механічний комп'ютер під назвою MARK-I, який називали «втіленням мрії Беббіджа».

## Будова

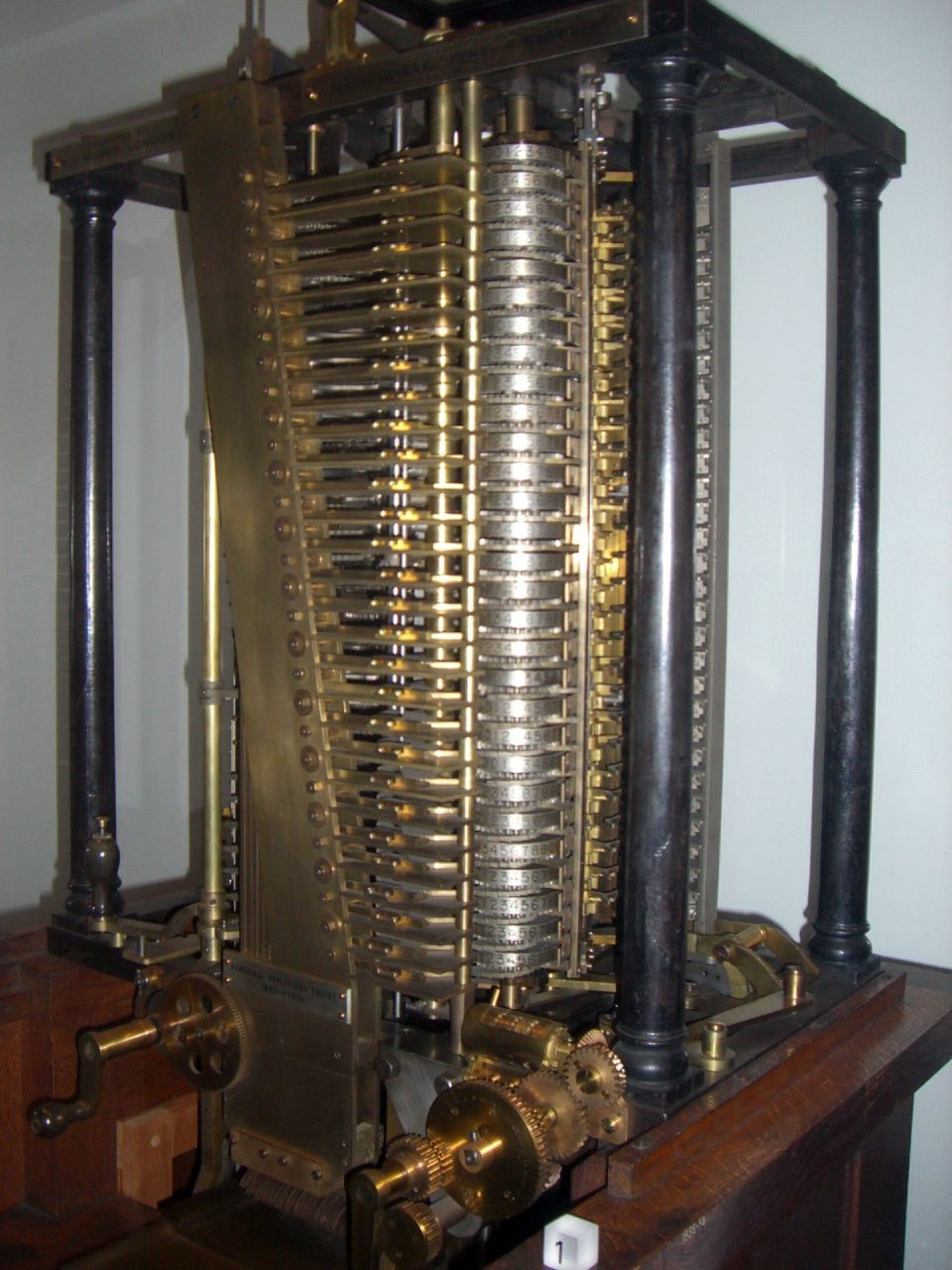
Процесор аналітичної машини

Попри повністю механічне влаштування, аналітична машина складалася з функціональних елементів, властивих сучасним комп'ютерам. Це «млин» (процесор), «сховище» (оперативна пам'ять), зчитувач перфокарт (пристрій введення) та принтер (пристрій виведення). Машина, за задумом Беббіджа, рухалася б від парового двигуна, а обслуговувати її могла б одна людина. Аналітична машина використовувала десяткову систему числення замість двійкової, якою послуговуються сучасні комп'ютери. 
Дані та інструкції з їх обробки вводилися у машину в вигляді перфокарт на зразок тих, які використовувалися в ткацьких верстатах Джозефа Марі Жакара. Вони містили початкові числові значення та інструкції щодо подальших дій. Складний механізм дозволяв машині використовувати набори карт повторно під час обчислень — тобто, реалізувати програмний цикл. Перфокарта вставлялася у прийомний пристрій і система важелів проходила або не проходила в отвори перфокарти, передаючи числа та дії в «сховище». Декілька перфокарт могли вводитися послідовно.
«Сховище», реалізоване як система дисків з зубчатими коліщатами та цифрами від 0 до 9, вміщувало б від 100 до 1000 50-розрядних чисел.
«Млин» також складався з металевих дисків із зубчатими коліщатами, що містили числа від 0 до 9. Диски формували стовпці, де кожен рівень відповідав числовим розрядам. На першому були одиниці, далі — десятки, сотні й т.д. Окремі додаткові диски біля кожного з них визначали додатне чи від'ємне значення. Взаємне зчеплення дисків дозволяло додавати, віднімати, ділити й множити числа, а також обраховувати змінні. Передбачалося, що в стовпцях буде по 40 дисків. «Млин» міг би виконувати обчислення нелінійно, обираючи ті чи інші дії, залежно від проміжних результатів (виконувати розгалуження). Його влаштування зображено на «плані 25», який Беббідж виконав у серпні 1840 року та презентував у Турині.
Для виведення інформації слугували принтер, перфоратор перфокарт або плотер.

## Можливості

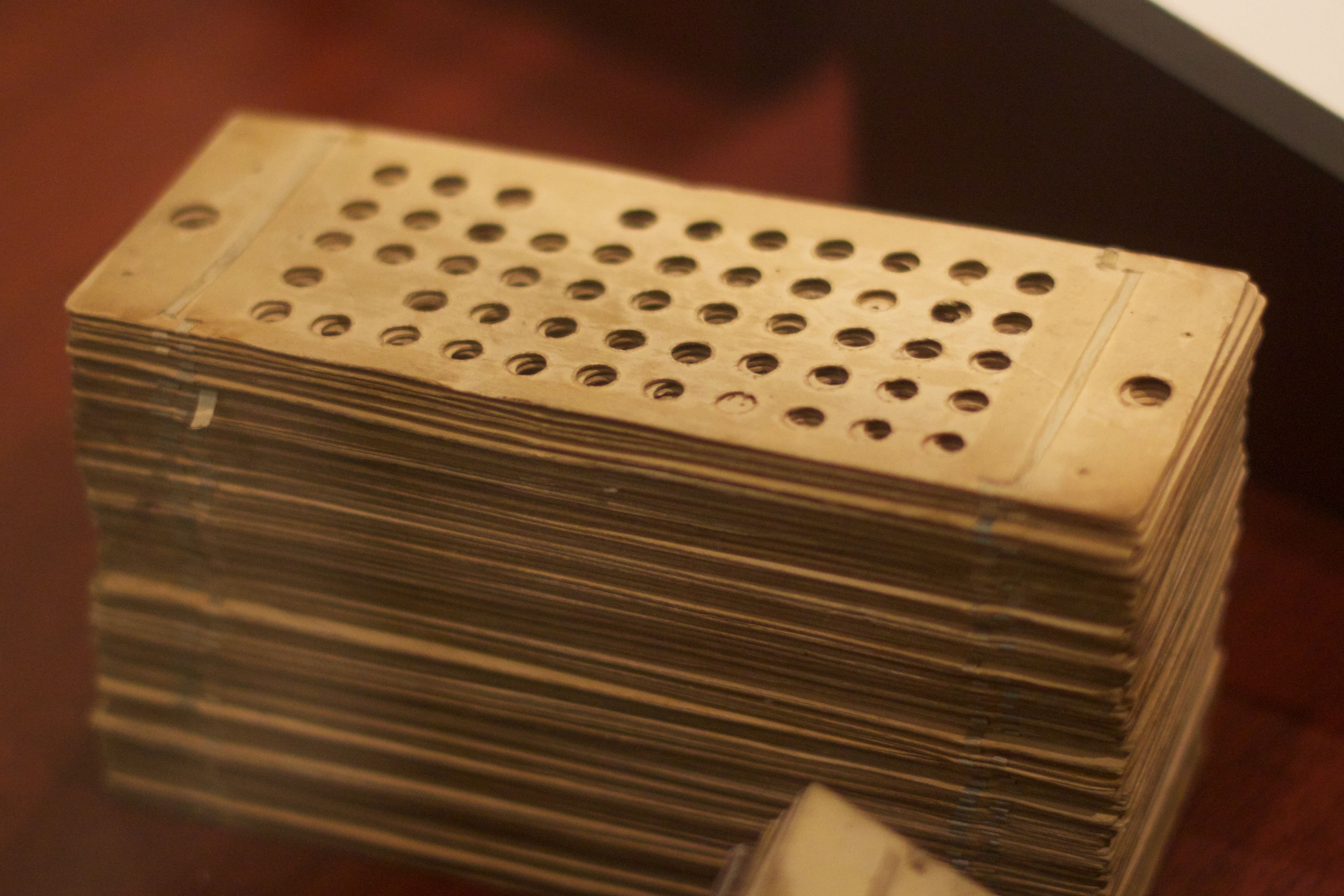
Стос перфокарт для аналітичної машини у Музеї науки, Лондон

Головним застосуванням аналітичної машини Беббідж вбачав автоматизацію створення та друку математичних таблиць. Чарлз Беббідж розпочав роботу над нею в середині 1830-х років з задумом, щоб вона могла «поїдати власний хвіст» — під цим він мав на увазі, що машина повинна використовувати обраховані нею ж дані, щоб на певних етапах обирати наступний крок. Введення інформації та інструкції з її обробки здійснювалися б перфокартами, що дозволяло вперше в історії розділити апаратне і програмне забезпечення. Тим самим було усунено необхідність закладати всі можливі функції апаратно, а отже розмір і складність машини суттєво зменшувалися.
Ада Лавлейс стверджувала, що машина придатна для оперування не тільки числами, а й літерами та будь-якими іншими символами.
Обчислювальні можливості аналітичної машини можна прирівняти до потужностей електронного комп'ютера, що має 675 байтів (20 КБ, якщо спиратися на пізні ідеї Беббіджа) оперативної пам'яті та процесор частотою 7 Гц.

## Розвиток проєкту

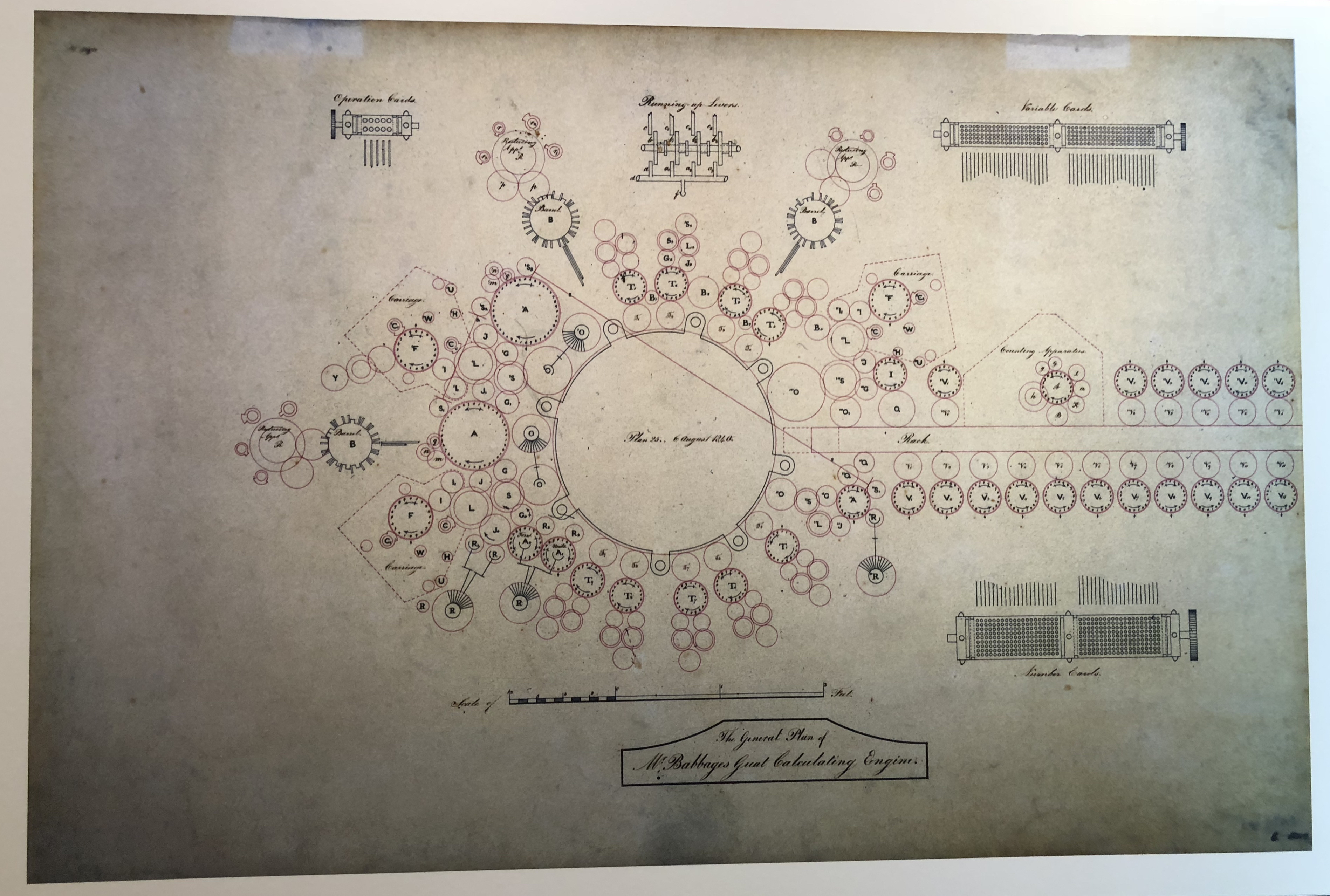
Креслення 1840 р.

Чарлз Беббідж отримав державне фінансування на розробку різницевої машини (фактично це був один із перших у світі державних грантів на технології), але робота над нею припинилася в 1833 році. Джозеф Клемент, який виготовляв деталі для неї, відмовився працювати далі без передоплати. На той час було витрачено 17,5 тис. фунтів стерлінгів, а різницева машина була готова тільки на ⅐.
Однак, Беббідж не відмовився від задуму і взявся за розробку другої різницевої машини. Вона повинна була бути простішої конструкції (8 тис. деталей проти 25 тис. у першої машини). Використовуючи напрацювання, Беббідж запропонував амбітну ідею аналітичної машини, здатної виконувати обчислення будь-якого характеру. Вперше він згадав про неї в 1834 році, а в 1836 описав керування нею за допомогою перфокарт. В 1840 році в Турині Беббідж прочитав лекцію про цю машину. Італійський математик Луїджі Федеріко Менабреа опублікував опис аналітичної машини французькою мовою у 1842 році під назвою «Notions sur la machine analytique» («Поняття про аналітичну машину»).
У розробці аналітичної машини Беббіджу допомагала Ада Лавлейс, дочка британського поета лорда Джорджа Байрона, одна з небагатьох жінок своєї епохи з математичною освітою. Ада Лавлейс переклала «Поняття про аналітичну машину» Менабреа англійською мовою. Чарлз Вітстон запропонував Аді доповнити переклад прикладом роботи аналітичної машини. В 1843 році вона видала переклад у «Наукових мемуарах» Річарда Тейлора, додавши опис алгоритму або комп'ютерної програми для обчислення числа Бернуллі. «Поняття про аналітичну машину» містить найповніший опис аналітичної машини, хоча навіть він не є вичерпним.
Робота Беббіджа забулася і аналітична машина лишалася невідомою розробникам електромеханічних та електронних обчислювальних машин у 1930-х та 1940-х роках. Говард Ейкен, який створив електромеханічний комп'ютер Harvard Mark I між 1937 і 1945 роками, знав про проєкт аналітичної машини, але йому нічого не було відомо про її архітектуру.

## Реалізації
Повноцінний робочий зразок аналітичної машини ніколи не був створений, хоча Беббідж та його послідовники створювали окремі її частини. Історик комп'ютерів, доктор Дорон Свейд, який займався створенням музейної реконструкції різницевої машини, вважав, що будівництво аналітичної машини могло б дати відповідь на питання: чи могла інформаційна ера настати раніше, ніж це сталося в реальності?
У 2010 році британський програміст Джон Грем-Каммінг розпочав збір коштів на побудову такої машини, якій повинно було передувати створення віртуальної моделі. Проєкт отримав назву «План 28». Але станом на 2017 рік він ще перебував на стадії розшифровки рукописів і креслень Беббіджа і перебуває там же станом на 2025.

## У масовій культурі
- «Хай живе Трансатлантичний тунель! Ура!» (англ. A Transatlantic Tunnel, Hurrah!, 1972) — роман Гаррі Гаррісона про альтернативні 1970-і, де Британська імперія не розпалася, а аналітичні машини використовуються поряд із електронними комп'ютерами.
- «Різницева машина» (англ. The Difference Engine, 1990) — роман Брюса Стерлінга та Вільяма Ґібсона описує альтернативну вікторіанську епоху, де Чарлз Беббідж зміг налагодити масове виробництво різницевих, а потім і аналітичних машин. Книга демонструє наслідки раннього впровадження комп'ютерних технологій на суспільство.
- «Моріарті модемом» (англ. Moriarty by Modem, 1995) — оповідання Джека Німершейма, де аналітична машина Беббіджа насправді була збудована, але засекречена британським урядом. У сучасності створений для неї антивірус під назвою «Голмс» розшукує вірус «Моріарті»[19].
- «Захопливі пригоди Лавлейс та Беббіджа» (англ. The Thrilling Adventures of Lovelace and Babbage, 2015) — комікс Сідні Падуа, де Ада Лавлейс та Чарлз Беббідж створили аналітичну машину та використовують її для боротьби зі злочинністю на прохання королеви Вікторії[20].
- Orion's Arm — онлайн-проєкт описує вигаданий всесвіт майбутнього, де існують розумні механічні комп'ютери, натхненні аналітичною машиною Беббіджа. Вони існують у невагомості та обробляють дані зі швидкістю 0,5 % від швидкості людського мозку[21].

## Зноски
1. ↑  Graham-Cumming, John. The 100-year leap - O'Reilly Radar. radar.oreilly.com (амер.). Архів оригіналу за 18 серпня 2012. Процитовано 18 січня 2020.
2. 1 2  The Engines | Babbage Engine | Computer History Museum. www.computerhistory.org. Архів оригіналу за 4 січня 2020. Процитовано 18 січня 2020.
3. ↑  Архівована копія (PDF). Архів оригіналу (PDF) за 26 лютого 2021. Процитовано 18 січня 2020.{{cite web}}:  Обслуговування CS1: Сторінки з текстом «archived copy» як значення параметру title (посилання) [Архівовано 2021-02-26 у Wayback Machine.]
4. ↑  Graham-Cumming, John. Let's build Babbage's ultimate mechanical computer. New Scientist (амер.). Архів оригіналу за 15 вересня 2019. Процитовано 18 січня 2020.
5. ↑  Архівована копія. Архів оригіналу за 27 січня 2020. Процитовано 27 січня 2020.{{cite web}}:  Обслуговування CS1: Сторінки з текстом «archived copy» як значення параметру title (посилання)
6. 1 2 3 4  Analytical Engine | Description & Facts | Britannica. www.britannica.com (англ.). Процитовано 9 травня 2025.
7. 1 2 3 4  How the "Difference Engine" Became the Modern-Day Computer. ThoughtCo (англ.). Процитовано 9 травня 2025.
8. 1 2 3 4  sarahbaldwin (26 липня 2018). Ada Lovelace and the Analytical Engine. Ada Lovelace (амер.). Процитовано 9 травня 2025.
9. 1 2  Sketch of The Analytical Engine. www.fourmilab.ch. Процитовано 10 травня 2025.
10. ↑  tluong (8 грудня 2015). The Analytical Engine: 28 Plans and Counting. CHM (англ.). Процитовано 9 травня 2025.
11. 1 2  tluong (8 грудня 2015). The Analytical Engine: 28 Plans and Counting. CHM (англ.). Процитовано 10 травня 2025.
12. 1 2 3  Luigi Menabrea Publishes the First Computer Programs, Designed for Babbage's Analytical Engine. Ada Lovelace Translates them Into English : History of Information. historyofinformation.com. Процитовано 9 травня 2025.
13. 1 2 3  Babbage Analytical Engine designs to be digitised. BBC News (брит.). 21 вересня 2011. Процитовано 9 травня 2025.
14. 1 2  Charles Babbage’s Difference Engine Turns 200 - IEEE Spectrum. spectrum.ieee.org (англ.). Процитовано 6 травня 2025.
15. ↑  Cohen, I. Bernhard; Cohen, I. Bernhard (2000). Howard Aiken: portrait of a computer pioneer. History of computing (вид. 1. MIT Press paperback ed). Cambridge, Mass.: MIT Press. с. 61—72. ISBN 978-0-262-53179-5.
16. ↑  Campaign builds to construct Babbage Analytical Engine. BBC News (брит.). 14 жовтня 2010. Процитовано 9 травня 2025.
17. ↑  Edwards, Lin; Phys.org. Campaign to build 1837 Babbage's Analytical Engine. phys.org (англ.). Процитовано 9 травня 2025.
18. ↑  Plan 28 Blog (англ.). Процитовано 9 травня 2025.
19. ↑  Moriarty by Modem. web.archive.org. 20 червня 2003. Архів оригіналу за 20 червня 2003. Процитовано 9 травня 2025.{{cite web}}:  Обслуговування CS1: bot: Сторінки з посиланнями на джерела, де статус оригінального URL невідомий (посилання)
20. ↑  Lezard, Nicholas (16 серпня 2016). The Thrilling Adventures of Lovelace and Babbage review – a comic look at two Victorian prodigies. The Guardian (брит.). ISSN 0261-3077. Процитовано 9 травня 2025.
21. ↑  Machina Babbagenseii. Orion's Arm - Encyclopedia Galactica. Процитовано 9 травня 2025.